# جون مكينون (سياسي)
جون مكينون هو سياسي كندي، ولد في 14 يوليو 1832. حزبياً، نشط في الحزب الليبرالي في نوفا سكوشا ‏. وقد انتخب عضو مجلس نواب نوفا سكوتيا.